# جيمس دادلي أندرو
جيمس دادلي أندرو (بالإنجليزية: James Dudley Andrew)‏ (من مواليد 28 يوليو 1945)) هو صاحب نظريات أفلام أمريكي وأستاذ في الأدب والأدب المقارن في جامعة ييل، حيث قام بالتدريس منذ عام 2000. كما درّس لمدة ثلاثين عامًا في جامعة أيوا قبل أن ينتقل إلى جامعة ييل. لُقب جيمس بمناسبة إحدى سلسلة محاضراته كواحد من أكثر العلماء تأثيرًا في مجالات النظرية والتاريخ والنقد. وهو متخصص بشكل خاص في السينما العالمية، ونظريات الأفلام وفلسفة الجمال، والسينما الفرنسية. وكتب أيضُا عن السينما اليابانية، لا سيما عمل كنجي ميزوغوشي.
حصل على زمالة غوغنهايم وعُيّن ضابطًا في أوركسترا الفنون والآداب الفرنسية من قبل وزارة الثقافة الفرنسية. كما انتُخب زميلا في الأكاديمية الأمريكية للفنون والعلوم في عام 2006. وفي عام 2011، حصل على جائزة جمعية الإنجاز للدراسات السينمائية والإعلامية المتميزة. ويشغل حاليًا منصب رئيس قسم الأدب المقارن في جامعة ييل.

## أعماله المُختارة
- نظريات السينما الكبرى، 1976، دار أكسفورد للنشر.
- أندريه بازين، دار أكسفورد للنشر، 1978.(رقم دولي معياري للكتاب) 0-19-502165-7
- مفاهيم في نظرية الأفلام، 1984،دار أكسفورد للنشر.
- فيلم في هالة الفن. برينستون: مطبعة جامعة برينستون، 1986
- لاهث: جان لوك غودار، (أفلام روتجرز في سلسلة الطباعة). مطبعة جامعة روتجرز، 1988
- ندم الأسف: الثقافة والحساسية في الفيلم الفرنسي الكلاسيكي، دار نشر جامعة برنستون، 1995. رقم دولي معياري للكتاب 0-691-00883-3
- الصورة في النزاع: الفن والسينما في عصر التصوير الفوتوغرافي. أوستن: مطبعة جامعة تكساس، 1997.
- شارك في التأليف مع ستيفن أونجار. جبهة باريس الشعبية وشعرية الثقافة، دار نشر جامعة هارفارد، 2005.
- ما هي السينما! المملكة المتحدة، 2010
- افتتاح بازين: نظرية ما بعد الحرب السينمائية وآخرة. مطبعة جامعة أكسفورد، 2011
- محرر ومترجم أندريا بازين وسائل الإعلام الجديدة. مطبعة جامعة كاليفورنيا، 2014